# Jean François Désiré Boutigny
Jean François Désiré Boutigny ( 1820 - 1884 ) fue un botánico francés.
- La abreviatura «Boutigny» se emplea para indicar a Jean François Désiré Boutigny como autoridad en la descripción y clasificación científica de los vegetales.[1]